# Universitat al-Qarawiyyin
La Universitat Al-Qarawiyyin (àrab: جامعة القرويين, Jāmiʿat al-Qarawiyyīn; amazic estàndard marroquí: ⵜⴰⵙⴷⴰⵡⵉⵜ ⵏ ⵍⵇⴰⵕⴰⵡⵉⵢⵢⵉⵏ, Tasdawit n Lqaṛawiyyin; francès: Université Al Quaraouiyine) és una universitat situada a Fes, Marroc. Segons la tradició, es va construir a partir de l'any 859 durant el regnat de la dinastia idríssida. És considerada la universitat més antiga del món encara en funcionament per la UNESCO, el Guinness Book of Records i per diversos historiadors, i juntament amb la Universitat d'al-Azhar del Caire i la Universitat Zituna de Tunis són els punts de referència cultural i religiosa més importants del mon islàmic.
Es troba al lloc 95 del rànquing regional de les universitats àrabs de 2016 (USNews & World Report). No apareix en el Rànquing de Xangai de 2021.

## Història i fonament

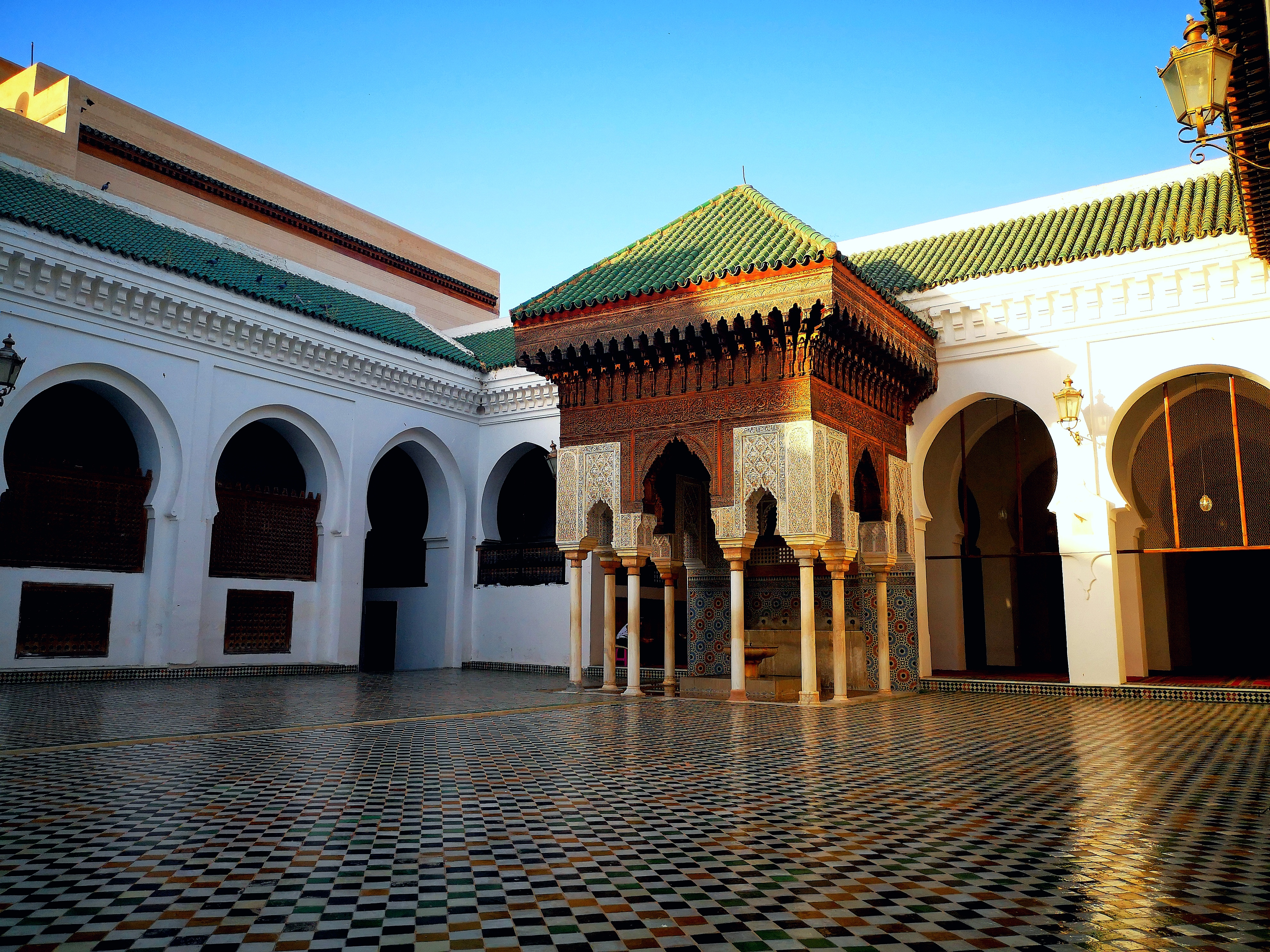
Vista del sahn des de l'anaza, al capvespre.

### La fundació d'al-Qarawiyyín
La tradició, així com la majoria dels historiadors contemporanis, atribueixen la fundació d'al-Qarawiyyín a Fàtima al-Fihriyya, filla d'un ric empresari immigrant de Kairuan (actual Tunísia) i membre de la família fíhrida.
A la història explicada per Ibn Abi-Zar, després d'un període d'anarquia a Kairuan (entre el 818 i el 825-826), Muhàmmad ibn Abd-Al·lah al-Fihrí, un ric comerciant, es va establir amb la seva família a Fes. Quan va morir, les seves dues filles Fàtima i Maryam van recollir una important herència que van decidir dedicar a obres benèfiques. Al barri andalús, Maryam va construir la mesquita andalusa. La seva germana Fàtima va comprar un hort i va obtenir l'acord del príncep idríssida Yahya ibn Idrís per erigir el primer nucli de la futura al-Qarawiyyín. Per garantir el manteniment de l'edifici i garantir-ne el funcionament, va llegar tots els seus tresors en mans mortes (waqf). La primera mesquita era un simple oratori, amb les oracions dels divendres continuant predicant-se a la mesquita al-Shurafa. No va ser traslladada allà fins al 933. La mesquita es va equipar amb un mínbar i es va anomenar mesquita Al-Qarawiyyín (‘mesquita dels kairuanesos’), en homenatge a la ciutat d'origen de Fàtima al-Fihriyya.
L'estil de la mesquita d'Al-Qarawiyyín va evolucionar pels successius eixamples. Des del segle x al segle xii, esdevé un important centre educatiu i una de les primeres universitats del món quan les grans biblioteques de l'antiguitat havien desaparegut. La Casa de la Saviesa de Bagdad fou destruïda pels mongols al Setge de Bagdad (1258) la biblioteca de Còrdova s'havia dispersat amb la decadència dels omeies. Al segle xii, tota una sèrie de personalitats s'associaran d'una manera o altra a la Qarawiyyín: els grans precursors del sufisme, com Ibn Hrizim, Abu-Màdyan, Abd-as-Salam ibn Maixix, els filòsofs Avenpace i Averroès, el geògraf al-Idrissí, però també Maimònides, Ibn Khaldon i Lleó l'Africà, per anomenar-ne alguns.

### Del lloc de culte al lloc d'educació «universal»
L'historiador marroquí Mohammed Al-Manouni creu que va ser durant el regnat dels almoràvits que la universitat es va afegir realment a la mesquita. Altres historiadors com Alfred Bel i Évariste Lévi-Provençal només donen a la Qarawiyyín el títol d'universitat del període marínida, tot i que el primer afirma que era el cor religiós i intel·lectual del Magrib des dels idríssides. Segons Abdelhadi Tazi, és difícil, si no impossible, establir la data en què es va proporcionar educació formal per primera vegada. Les primeres evidències trobades sobre l'ensenyament es remunten a 1121.
Per tant, cal esperar la primera meitat del segle xii per veure grans filòsofs (com Avempace), matemàtics (com el jueu Ibn Al-Yasmine, inventor del Triangle de Tartaglia), a més de molts teòlegs i personalitats literàries, que sorgeixen de Fes. Això significa, naturalment, que en aquest moment la ciutat de Fes va poder presentar ensenyaments en diverses branques (teologia, jurisprudència, filosofia, medicina, matemàtiques, astronomia, ciències del llenguatge)...). Aquestes diverses branques que, si bé es concentren des de l'època de la Qarawiyyín amb lògicament professors per a cada assignatura, poden simbolitzar les futures facultats segons les actuals nocions occidentals.
En aquell moment, la Qarawiyyín també va donar als seus estudiants la ijaza (que significa ‘permís’, ‘autorització’ o ‘llicència’). Document del qual el professor Georges Makdisi fa avançar la hipòtesi que seria una mena de títol o doctorat emès en el sistema educatiu islàmic medieval i que fins i tot podria estar en l'origen de la Licentia docendi, un parer compartit per altres investigadors com el professor Alfred Guillaume.

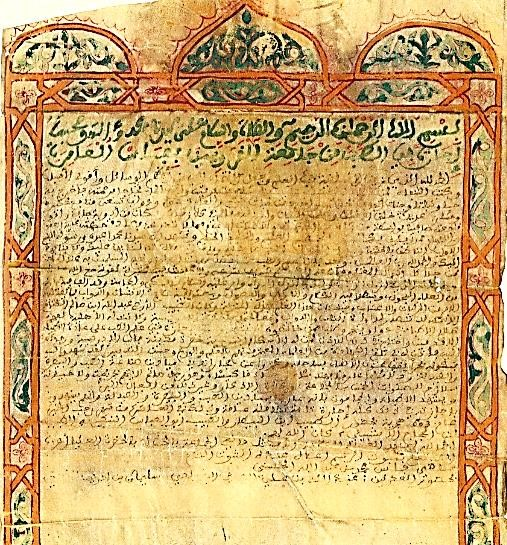
Document que es pot considerar com el "Doctorat en Medicina" més antic documentat i conegut fins ara. Emès per la Universitat Al-Qarawiyyin al doctor Abdellah Ben Saleh Al Koutami el 1207.

Al segle xiv i més enllà (èpoques wattàssida, saadiana i alauita), la majoria dels grans erudits del Magrib i del que quedava d'Andalusia van anar a Fes i la seva Qarawiyyín com a estudiants, professors o simples oients com Ibn al-Khatib, Ibn Khaldun, Lleó l'Africà, al-Yussí i molts altres.
Alguns dels més grans erudits cristians, com el belga Nicolaus Clenardus i l'holandès Jacob Golius, també van enriquir el sistema educatiu d'al-Qarawiyyín.

### Universitat sota la dinastia alauita
Mulay al-Rashid, primer soldà de la dinastia alauita, tenia un interès real en el camp científic i va beneficiar la Universitat Al-Qarawiyyin. Allà va atreure l'autoritat d'Ulemes anomenats "Accararina"I va instituir l'anomenat "Soltane Tolba" (Soldà dels estudiants); manifestació que tenia lloc cada any durant les vacances de primavera sota el Patronat de l'Estat i del mateix rei, i durant la qual la massa d'estudiants triava un sultà, nomenat el seu govern per un període de quinze dies.
En aquesta ocasió, s'organitzaven conferències científiques, debats al voltant de qüestions crucials; es feien discursos i llegien poemes. Una elit de notables de la ciutat va honrar aquest esdeveniment amb la seva presència i va envoltar amb la seva sol·licitud el «soldà dels estudiants».
Aquest esdeveniment, que revestia l'aspecte d'una festa popular, però d'un tipus particular, també va estar marcat –un fet rar– per la visita del sultà alauita que, de vegades, oferia regals als estudiants, escoltava les seves queixes i assegurava que els seus desitjos eren satisfets. Va ser el testimoni més segur i la prova més directa que el sultà podia aportar del seu interès per la ciència i dels seus promotors designats i futurs; un gest que no es va enregistrar en cap altre lloc, almenys en aquesta forma, a tot el món.
L'acció dels alauites en benefici de la Universitat Al-Qarawiyyin va continuar en la persona de Sidi Mohammed Ben Abdellah (Mohammed III), la intervenció de la qual va influir decisivament en els esforços de la universitat per reorganitzar la docència, o fins i tot adaptar-la a les necessitats i expectatives dels estudiants que acollia. Així, va obrir un expedient dedicat a la Universitat Al-Qarawiyyin i va promulgar un Dahir reial l'any 1203 de l'Hegira (1789 de l'era cristiana) on va demanar al xeic d'Al-Qarawiyyin que definís les assignatures impartides i que indiqués les obres de referència.
En aquell moment, diverses fonts coincideixen en l'existència a Fes d'un centenar de càtedres docents, de les quals vint es van establir a la Universitat Al-Qarawiyyin i les altres repartides per la diverses dependències o annexos. Les mateixes fonts informen d'un gran nombre de biblioteques públiques i privades.

## Arquitectura

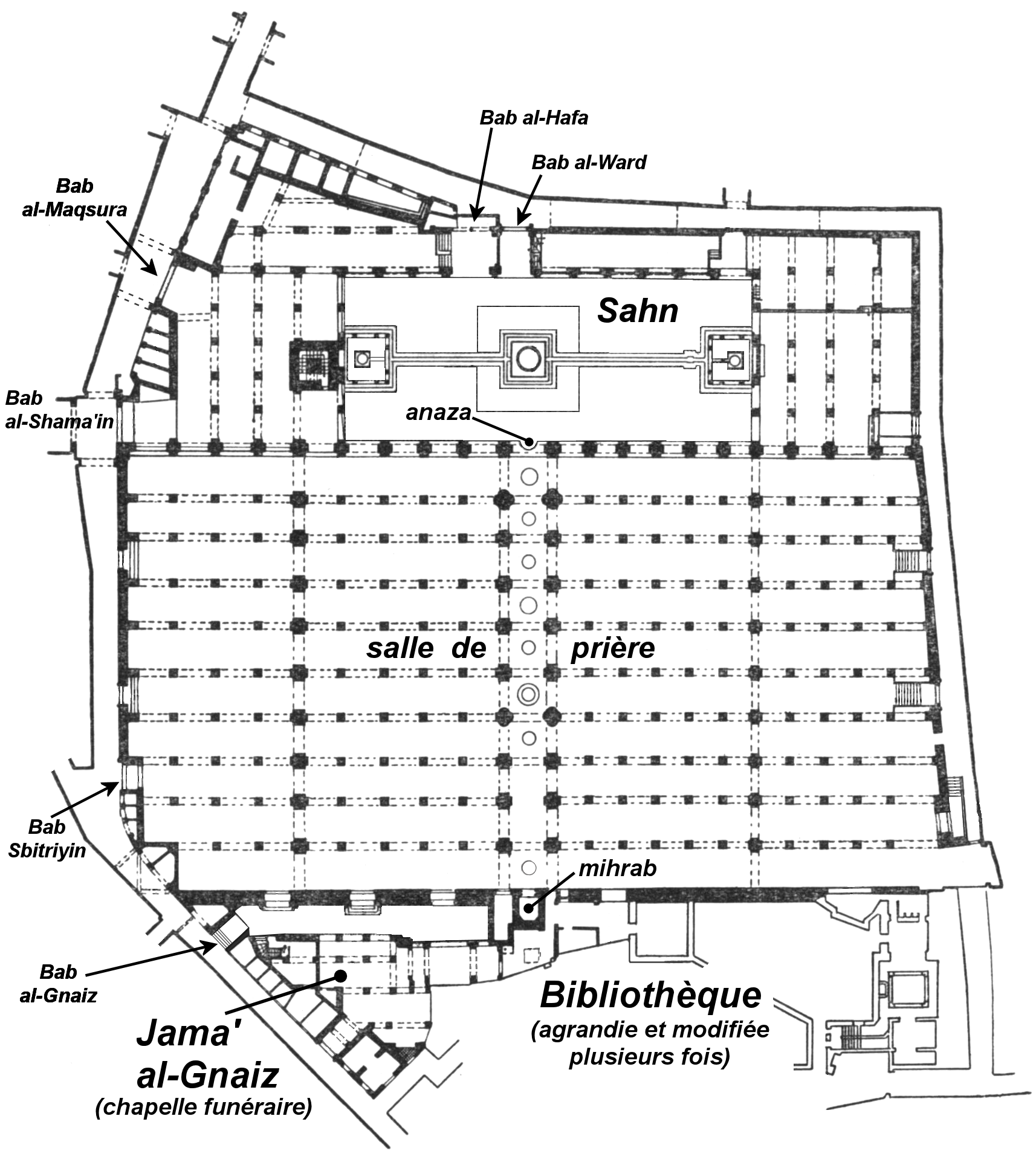
Plànol de la mesquita i algunes de les seves estructures auxiliars (a partir d'un estudi realitzat a la dècada de 1920; des de llavors s'ha redissenyat la biblioteca al sud)

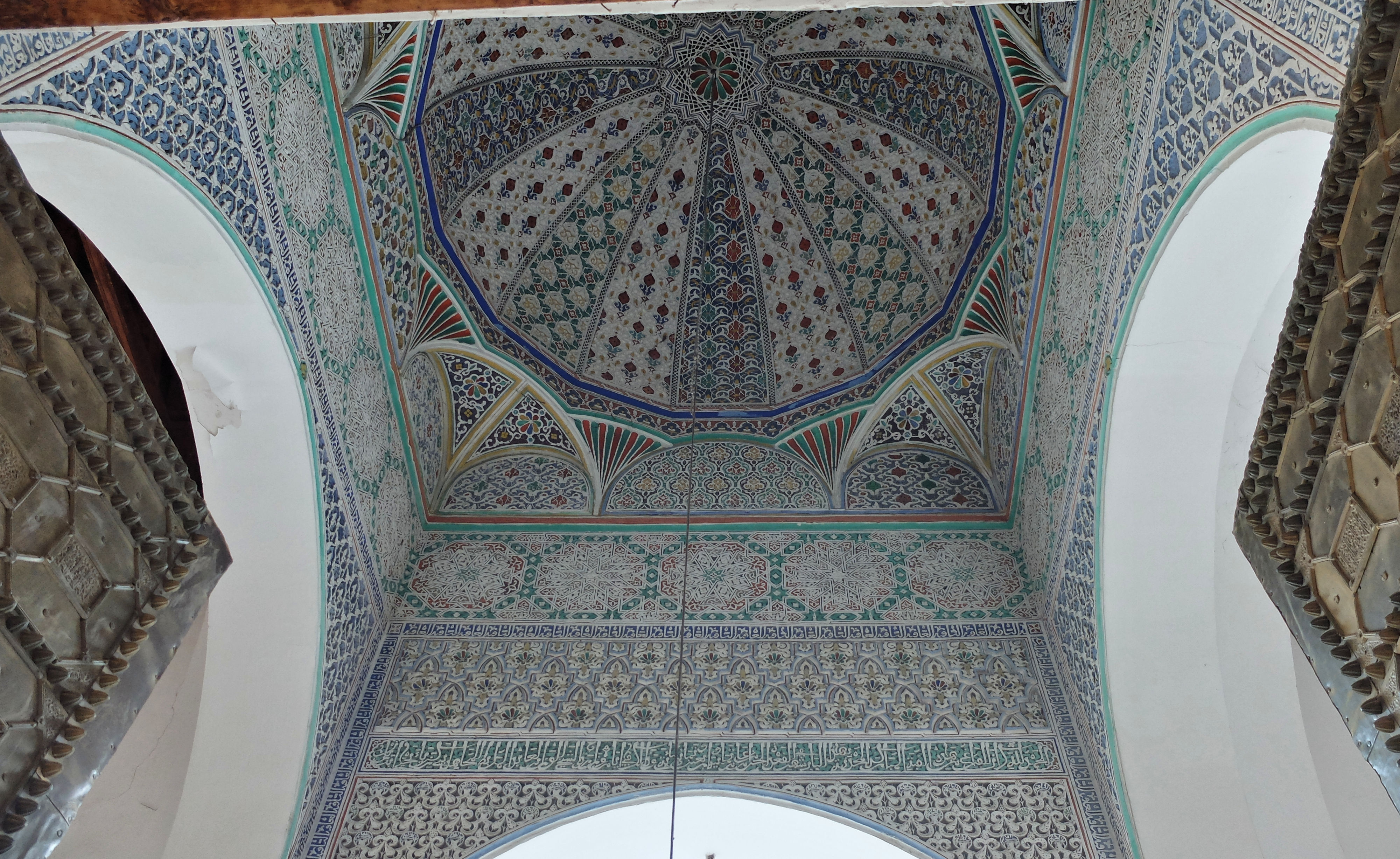
Vestíbul Qarawiyyin Bab al-Ward

Tots els materials necessaris es van extreure d'una pedrera establerta al mateix lloc. L'aigua era subministrada per un pou excavat també al mateix lloc.
Llavors la mesquita mesurava 150 trams (uns 35 metres) de longitud de nord a sud. Incloïa quatre naus, un petit pati, un mihrab i un minaret baix.
La mesquita té 270 columnes formant 16 naus amb 21 arcs cadascuna. Cada nau conté 4 fileres de 210 fidels, és a dir 840 que donen 13.440 per a les 16 naus. Afegiu-ne 160, el nombre de fidels que, si cal, es poden col·locar davant de les columnes; Se'n poden trobar 2.700 al pati i 6.000 a la galeria, els portals i els llindars de les portes. En total, fins a 22.700 devots poden escoltar la pregària alhora.

## Universitat moderna
La Universitat al-Qarawiyyin es va incorporar al sistema universitari marroquí en 1963. Els estudis que s'imparteixen avui estan fortament orientats cap a la religió (història i exegesi), la literatura (crítica literària, filologia, lingüística, mètodes d'investigació) i el dret (estudi de la teologia islàmica) i les llengües en menor mesura. La universitat se subdivideix en facultats repartides per diverses ciutats del Marroc (Fes, Agadir, Tetuan, Marràqueix). La universitat lliura diplomes avalats per l'estat marroquí.
Facultats:
- Facultat Chariâa (Teologia) a Fes
- Facultat Allogha Al Arabia (llengua àrab) a Marràqueix
- Facultat Oussoul Addine (Teologia) a Tetuan
- Facultat Chariâa (Teologia) a Agadir
- Facultat de Ciències de Chariâa (Teologia) a Smara

Diplomes:
Des del 2003, la nova organització educativa de la Universitat Al-Qarawiyyin forma part del sistema "LMD" (Llicència-Màster-Doctorat) d'educació superior.
- Certificat Universitari en Estudis Literaris (CUEL)
- Al Ijaza Oulya (llicència)
- A takhssiss (DES)
- Al A'limya (Doctorat estatal)

Publicacions periòdiques:
- Ressenya d'Al-Qarawiyyin
- Revisió de la facultat Al Logha al Arabia (Marràqueix)
- Revisió de la facultat Ach-charia (Fes)
- Revisió de la facultat Ach-chariat (Agadir)
- Revisió de la facultat Ossouleddine (Tetuan)

Estadístiques (1996-1997):
- Estudiants: 6.178
- Ensenyants: 123
- Personal administratiu: 226